# Eugnosta heteroclita
Eugnosta heteroclita es una especie de polilla de la tribu Cochylini, familia Tortricidae.
Fue descrita científicamente por Razowski en 1993.

## Distribución
Se encuentra en Sudáfrica.